# Plan de desvío de agua de la cabecera del río Jordán

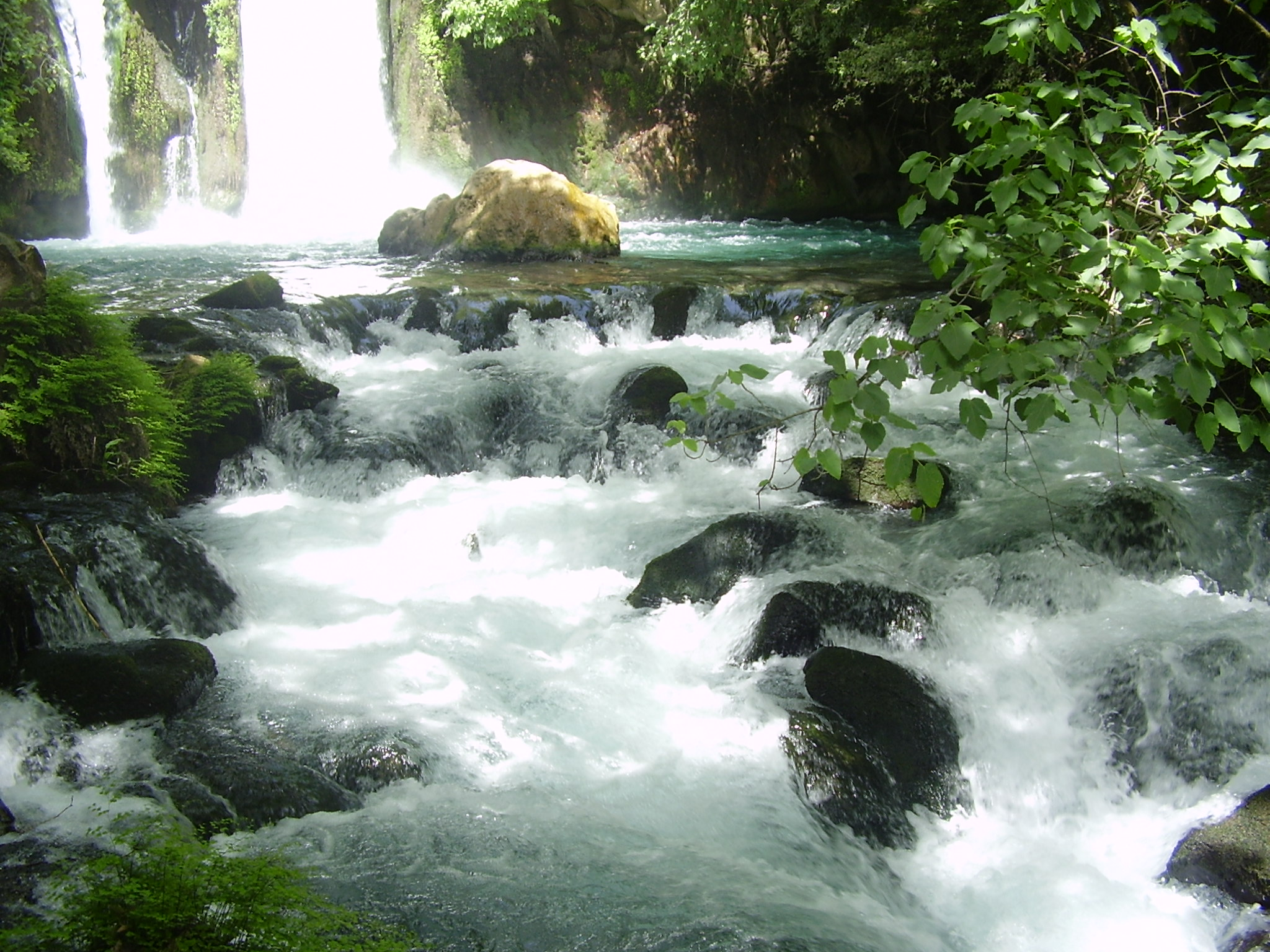
Cascada de Banias, Altos del Golán

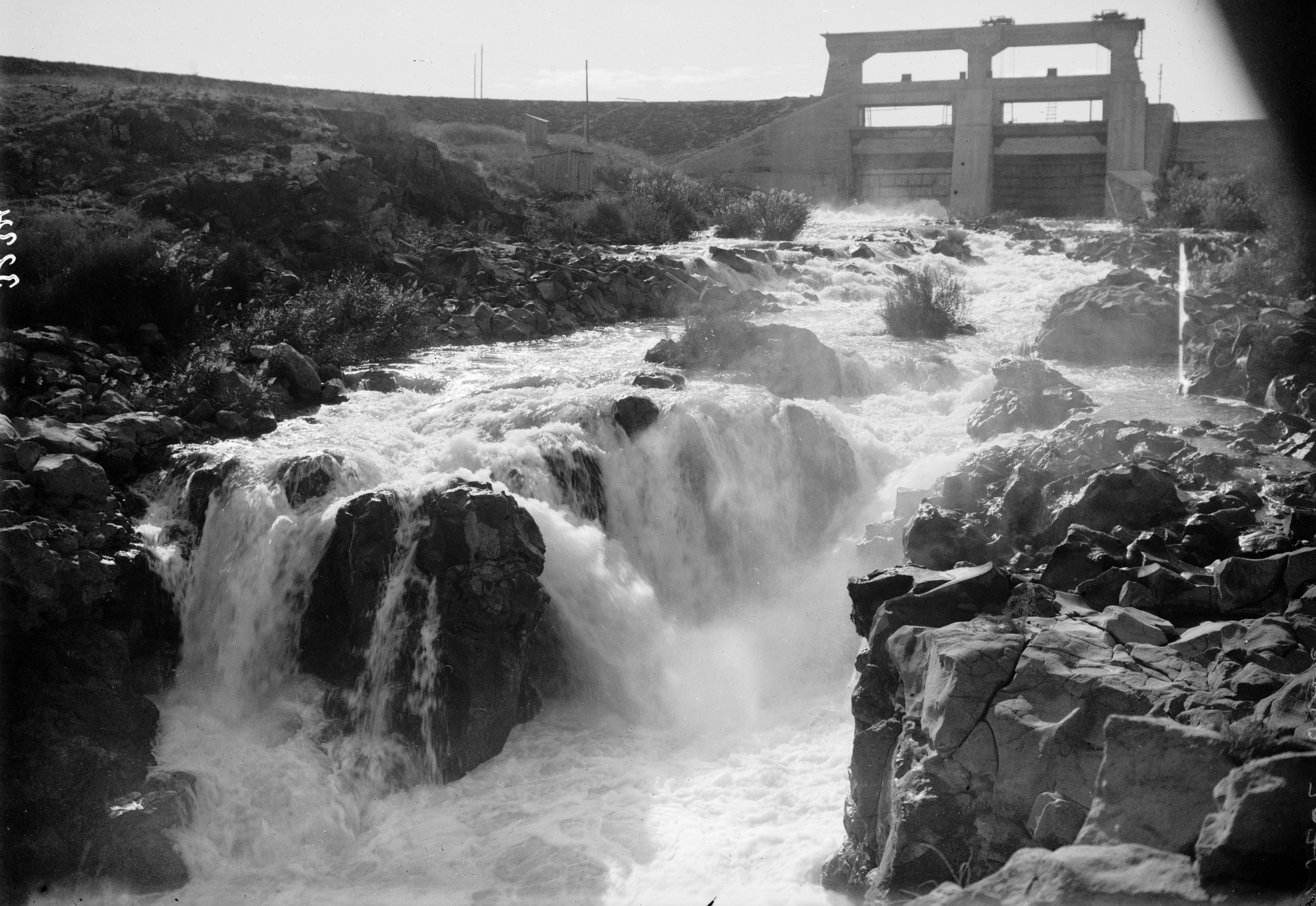
Aguas de inundación que salen del embalse de Yarmuk al río Yarmuk, 1933

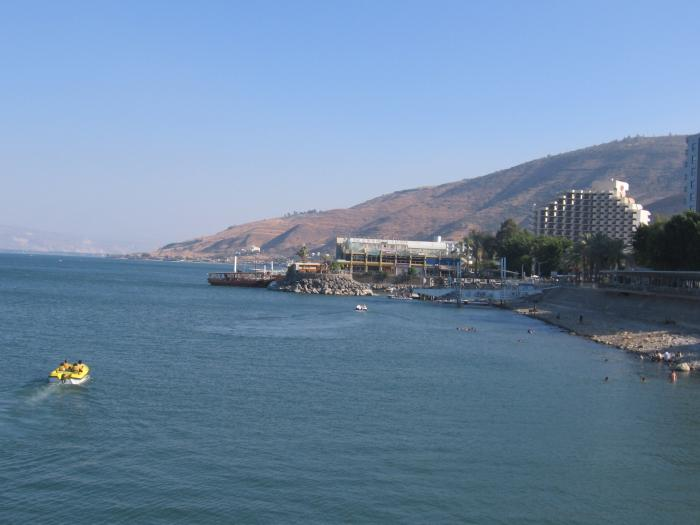
Mar de Galilea, Israel

Ruta del Acueducto Nacional de Israel desde el Kinneret hasta el sur del país.

El plan de desvío de aguas de cabecera era un plan de la Liga Árabe para desviar dos de las tres fuentes del río Jordán y evitar que desembocaran en el mar de Galilea, con el fin de frustrar los planes de Israel de utilizar el agua del río Hasbani y del Banias en el proyecto del Acueducto Nacional de Israel para el riego fuera de la cuenca. El plan fue aprobado por la Liga Árabe en 1964, pero Israel impidió el desarrollo del proyecto realizando ataques aéreos en territorio sirio en abril de 1967.

## Antecedentes
En 1955 se finalizó el «Plan hidráulico unificado del valle del río Jordán», también llamado «Plan Unificado (Johnston)» para el desarrollo multinacional de la cuenca del río Jordán entre los titulares de derechos de riego. El Plan fue aceptado por los comités técnicos tanto de Israel como de la Liga Árabe. Un debate en la Knesset en julio de 1955 terminó sin una votación. El Comité de Expertos Árabes aprobó el plan en septiembre de 1955 y lo remitió para su aprobación final al Consejo de la Liga Árabe. El 11 de octubre de 1955, el Consejo votó en contra de la ratificación del plan, debido a la oposición de la Liga al reconocimiento formal de Israel. Sin embargo, después de la Crisis de Suez de 1956, los estados árabes (con la excepción de Jordania) endurecieron considerablemente su posición contra Israel, y ahora se opusieron al plan, argumentando que al fortalecer su economía el plan aumentaría la amenaza potencial de Israel. Los dirigentes árabes también argumentaron que el aumento del suministro de agua de Israel fomentaría la inmigración de más colonos judíos, reduciendo así la posibilidad de repatriación de los refugiados palestinos de la guerra de 1948. Sin embargo, Nasser, el presidente egipcio, aseguró a los estadounidenses que los árabes no superarían las cuotas de agua prescritas por el plan Johnston.
No obstante, tanto Jordania como Israel se comprometieron a operar dentro de las asignaciones establecidas en el "Plan Johnston" [cita requerida]. Se completaron con éxito dos proyectos de ingeniería civil; el desvío de agua del río Jordán (1. 7 millones de metros cúbicos en un día) en Eshed Kinrot (posteriormente denominada Estación de Bombeo Sapir, situada en Tel Kinrot/Tell el-'Oreimeh), llevada a cabo por el Acueducto Nacional de Israel desde 1955 hasta 1964 y la construcción jordana del Canal Ghor Oriental (actualmente conocido como el Canal Rey Abdullah) desde 1957 hasta 1966.

## Plan de desviación
Sin embargo, tras la Crisis de Suez de 1956, las actitudes árabes se endurecieron considerablemente, y la Liga Árabe, con la excepción de Jordania, se opuso ahora activamente al plan Johnston, argumentando que cualquier plan para fortalecer la economía israelí sólo aumenta la amenaza potencial de Israel.[cita requerida]  En 1964, cuando el Transporte Nacional de Agua de Israel estaba a punto de completarse, la segunda conferencia en la cumbre de la Liga Árabe votó un plan diseñado para eludirlo y frustrarlo. Su resolución decía: 
 El establecimiento de Israel es la amenaza básica que la nación árabe en su totalidad ha acordado evitar. Y puesto que la existencia de Israel es un peligro que amenaza a la nación árabe, el desvío de las aguas del Jordán por su parte multiplica los peligros para la existencia árabe. En consecuencia, los estados árabes tienen que preparar los planes necesarios para tratar los aspectos políticos, económicos y sociales, de modo que si no se consiguen los resultados necesarios, los preparativos militares árabes colectivos, cuando no se completen, constituirán el último medio práctico para la liquidación final de Israel.
Los estados árabes y norteafricanos optaron por desviar la cabecera del Jordán en lugar de utilizar la intervención militar directa.

Los jefes de Estado de la Liga Árabe consideraron dos opciones:
1. El desvío del río Hasbani al Litani combinado con el desvío del Banias al Yarmuk,
2. El desvío tanto del Hasbani como del Banias al Yarmouk.

Se eligió la segunda opción. El plan era sólo marginalmente factible, era técnicamente difícil y caro. Se citaron consideraciones políticas árabes para justificar el plan de desvío. Siria comenzó su parte del plan general de desvío árabe con la construcción del canal de Banias a Yarmouk en 1965, con financiación de Egipto y Arabia Saudí. Una vez completado, el desvío del caudal habría transportado el agua a una presa en Mukhaiba para su uso por parte de Jordania y Siria e impedir que el agua llegara al Mar de Galilea.  El Líbano también puso en marcha un canal para desviar las aguas del Hasbani, cuya fuente está en el Líbano, hacia el Banias. Las obras de desvío del Hasbani y el Banias habrían tenido el efecto de reducir la capacidad del transportista israelí del Mar de Galilea en un 35% aproximadamente y el suministro global de agua de Israel en un 11%. Además, habría aumentado la salinidad del Mar de Galilea en 60 ppm.

## Represalias israelíes
Israel declaró que consideraría dicho desvío como una violación de sus derechos soberanos. Israel explotó los incidentes de la DMZ como pretexto para bombardear el proyecto de desvío, culminando con ataques aéreos en lo más profundo del territorio sirio en abril de 1967.

## Consecuencias
El aumento de la hostilidad árabe-israelí relacionada con el agua fue un factor importante que condujo a la Guerra de los Seis Días de junio de 1967.